# Albal
Albal è un comune spagnolo di 17 038 abitanti della provincia di Valencia nella comunità autonoma Valenciana.